# Marc Garcia (ski alpin)
Pour les articles homonymes, voir Marc Garcia et García.
 (août 2011).
Si vous disposez d'ouvrages ou d'articles de référence ou si vous connaissez des sites web de qualité traitant du thème abordé ici, merci de compléter l'article en donnant les références utiles à sa vérifiabilité et en les liant à la section « Notes et références ».
Marc Garcia est un skieur français né le 18 mars 1961  à Casablanca (Maroc).

## Biographie et carrière
Marc Garcia, skieur français de haut niveau, a été slalomeur dans les équipes de France de ski alpin de 1976 à 1984. Dès l'âge de seize ans il fait son entrée en Coupe du monde de slalom à Chamonix avec une belle 16e place. Cette même année 1978, il est sélectionné comme remplaçant vu son jeune âge au championnat du monde de Garmisch-Partenkirchen.
Trois fois dans les dix premiers en Coupe du monde en slalom spécial, il est présélectionné olympique des Jeux olympiques de Lake Placid en 1980.
Des podiums en Coupes d'Europe de slalom spécial et une quarantaine de victoires internationales complètent sa carrière amateur. De 1985 à 1992 il devient skieur professionnel (slalom parallèle) au Japon après avoir remporté le titre national amateur en slalom spécial.
Il a obtenu 45 victoires en neuf ans. En 1986 il est élu le skieur le plus photogénique par la presse japonaise. En 1989, il remporte la finale mondiale de ski pro au Japon devant l'autre Français, Michel Canac. En 1994, il est le premier Européen à remporter le Championnat de ski technique (alpin) au Japon après trente ans d'existence, couronné de 10 victoires sur les douze épreuves de ce titre très convoité.
Il est propulsé dans les médias japonais : radio, presse écrite, pub, programme de télévision...
La même année au Canada, à Whistler, il est le premier champion du monde de ski technique, il remporte le titre général mais aussi quatre épreuves sur les six existantes.
En 1996 il fut reconnu « maître »  au Japon (être capable de transmettre son savoir). Il est, depuis, consultant au Japon et se déplace pour des épreuves techniques au travers de différents évènements.
Il fut consultant technique pour Eurosport (1996), pour France 3, 8 Mont-Blanc et Europe 2.
Il est entraîneur deuxième degré de ski alpin et moniteur deuxième degré de ski alpin.

## Palmarès
Champion de France :
- Slalom spécial 1972, 1973, 1974, 1975.
- Combiné 1974, 1975.
- Slalom géant 1976, 1977.

Champion d'Europe :
- Slalom spécial 1975.
- Slalom Géant 1975.

Champion du Monde scolaire des moins de 15 Ans
- (slalom géant et slalom spécial) à Chamonix

Meilleur Junior Mondial :
- Slalom Spécial 1977, 1978.
- Slalom Géant 1977, 1978.

1976 à 1984
Membre de l'équipe de France de ski alpin 
1984 à 1992
Quarante victoires sur le circuit professionnel de ski alpin japonais
1989
Vainqueur de la finale mondiale de ski pro à Sapporo Japon
1994 
Champion du Japon :
- De ski de démonstration et technique de ski alpin.

Champion du Monde en 1994 
- De ski de démonstration et technique de ski alpin.